# یواس‌اس کارینا (ای‌کی-۷۴)
یواس‌اس کارینا (ای‌کی-۷۴) (به انگلیسی: USS Carina (AK-74)) یک کشتی بود که طول آن ۴۴۱ فوت ۶ اینچ (۱۳۴٫۵۷ متر) بود. این کشتی در سال ۱۹۴۲ ساخته شد.